# Letnie Mistrzostwa Świata Weteranów w Skokach Narciarskich 2007
Letnie Mistrzostwa Świata Weteranów w Skokach Narciarskich 2007 – druga edycja letnich mistrzostw świata weteranów w skokach narciarskich, rozegrana w dniach 28 do 29 września w Einsiedeln

## Medaliści
| Kategoria wiekowa     | Złoty medal           | Kraj       | Odl.             | Pkt   | Srebrny medal          | Kraj                   | Odl.                   | Pkt                    | Brązowy medal             | Kraj                      | Odl.                      | Pkt                       |
| --------------------- | --------------------- | ---------- | ---------------- | ----- | ---------------------- | ---------------------- | ---------------------- | ---------------------- | ------------------------- | ------------------------- | ------------------------- | ------------------------- |
| K-25                  |                       |            |                  |       |                        |                        |                        |                        |                           |                           |                           |                           |
| Klasa 9 (70 – 74)     | Richard Diess         | Austria    | 20,0 m 19,5 m    | 171,8 | Wystartował 1 zawodnik | Wystartował 1 zawodnik | Wystartował 1 zawodnik | Wystartował 1 zawodnik | Wystartował 1 zawodnik    | Wystartował 1 zawodnik    | Wystartował 1 zawodnik    | Wystartował 1 zawodnik    |
| Klasa 7 (60 – 64)     | Wolfgang Schram       | Niemcy     | 19,0 m 19,5 m    | 162,4 | Dieter Ignatowski      | Niemcy                 | 17,5 m 18,0 m          | 152,2                  | Wystartowało 2 zawodników | Wystartowało 2 zawodników | Wystartowało 2 zawodników | Wystartowało 2 zawodników |
| Klasa 2 (35 – 39)     | Freddy Lemmerer       | Austria    | 22,5 m 23,5 m    | 189,9 | Uwe Pasera             | Niemcy                 | 19,5 m 20,0 m          | 156,8                  | Hans-Joerg Hochsattel     | Niemcy                    | 17,5 m 18,0 m             | 139,2                     |
| K-45                  |                       |            |                  |       |                        |                        |                        |                        |                           |                           |                           |                           |
| Klasa 9 (70 – 74)     | Richard Diess         | Austria    | 34,0 m, 36,0 m   | 129,5 | Wystartował 1 zawodnik | Wystartował 1 zawodnik | Wystartował 1 zawodnik | Wystartował 1 zawodnik | Wystartował 1 zawodnik    | Wystartował 1 zawodnik    | Wystartował 1 zawodnik    | Wystartował 1 zawodnik    |
| Klasa 7 (60 – 64)     | Jan Ringseth          | Norwegia   | 34,0 m, 34,0 m   | 117,9 | Dieter Ignatowski      | Niemcy                 | 31,5 m, 29,5 m         | 100,3                  | Wolfgang Schram           | Niemcy                    | 28,5 m, 27,5 m            | 83,8                      |
| Klasa 5 – 6 (50 – 59) | Alf Johnny Jenssen    | Norwegia   | 40,0 m, 40,5 m   | 160,9 | Björn Knutsen          | Norwegia               | 38,0 m, 40,0 m         | 151,9                  | Sindre Helland            | Norwegia                  | 36,5 m, 36,0 m            | 138,0                     |
| Klasa 4 (45 – 49)     | Jurgen Stielow        | Niemcy     | 39,0 m, 41,5 m   | 160,9 | Alan Donald Jones      | Wielka Brytania        | 33,5 m, 37,0 m         | 129,4                  | Hans-Joerg Hochsattel     | Niemcy                    | 27,0 m, 26,5 m            | 73,3                      |
| Klasa 3 (40 – 44)     | Jurgen Dilger         | Niemcy     | 42,5 m, 41,5 m   | 165,7 | Axel Dorn              | Niemcy                 | 40,0 m, 39,5 m         | 154,1                  | James Lambert             | Wielka Brytania           | 38,5 m, 40,0 m            | 147,8                     |
| Klasa 2 (35 – 39)     | Nikolaj Reisenbichler | Austria    | 37,0 m, 36,5 m   | 132,3 | Freddy Lemmerer        | Austria                | 36,0 m, 36,5 m         | 131,5                  | Uwe Pasera                | Niemcy                    | 29,0 m, 30,5 m            | 88,1                      |
| Klasa 1 (30 – 34)     | Maik Stielow          | Niemcy     | 41,0 m 40,5 m    | 164,7 | Stefan Ogi             | Szwajcaria             | 41,5 m, 42,5 m         | 163,7                  | Christian Hoppe           | Austria                   | 39,0 m, 39,0 m            | 148,4                     |
| K-70                  |                       |            |                  |       |                        |                        |                        |                        |                           |                           |                           |                           |
| Klasa 7 (60 – 64)     | Jan Ringseth          | Norwegia   | 48,0 m, 49,5 m   | 108,0 | Wystartował 1 zawodnik | Wystartował 1 zawodnik | Wystartował 1 zawodnik | Wystartował 1 zawodnik | Wystartował 1 zawodnik    | Wystartował 1 zawodnik    | Wystartował 1 zawodnik    | Wystartował 1 zawodnik    |
| Klasa 6 (55 – 59)     | Björn Knutsen         | Norwegia   | 62,0 m, 59,5 m   | 171,8 | Sindre Helland         | Norwegia               | 51,0 m, 53,5 m         | 136,4                  | Wystartowało 2 zawodników | Wystartowało 2 zawodników | Wystartowało 2 zawodników | Wystartowało 2 zawodników |
| Klasa 5 (50 – 54)     | Alf Johnny Jenssen    | Norwegia   | 62,5 m, 62,0 m   | 181,4 | Arne Jens Jorgensen    | Norwegia               | 57,0 m, 53,0 m         | 145,5                  | Dominique Jacoberger      | Francja                   | 60,0 m 62,0 m             | 81,4                      |
| Klasa 4 (45 – 49)     | Tom Sandvik           | Norwegia   | 61,5 m, 58,0 m   | 164,9 | Jurgen Stielow         | Niemcy                 | 59,0 m, 56,0 m         | 150,0                  | Torry Ringhilen           | Norwegia                  | 55,5 m, 55,5 m            | 147,7                     |
| Klasa 3 (40 – 44)     | Gerard Balanche       | Szwajcaria | 66,0 m, 65,0 m   | 193,7 | Axel Dorn              | Niemcy                 | 60,0 m, 61,5 m         | 171,8                  | Jurgen Dilger             | Niemcy                    | 65,5 m, 65,0 m            | 170,1                     |
| Klasa 2 (35 – 39)     | Alexander Diess       | Austria    | 69,0 m, 70,5 m   | 214,9 | Marko Gohlke           | Niemcy                 | 69,0 m, 70,5 m         | 214,4                  | Konstantin Grigoryev      | Rosja                     | 66,0 m, 61,0 m            | 182,4                     |
| Klasa 1 (30 – 34)     | Gido Windisch         | Niemcy     | 69,5 m, 68,5 m   | 207,6 | Stefan Ogi             | Szwajcaria             | 65,0 m, 65,5 m         | 194,1                  | Cornel Windhofer          | Szwajcaria                | 63,0 m, 63,5 m            | 188,3                     |
| Klasa 0 (20 – 29)     | Andy Hartmann         | Szwajcaria | 77,0 m, 73,5 m   | 228,6 | Markus Steiner         | Szwajcaria             | 67,0 m, 65,0 m         | 198,4                  | Joakim Helland            | Norwegia                  | 65,5 m, 64,5 m            | 189,5                     |
| K-105                 |                       |            |                  |       |                        |                        |                        |                        |                           |                           |                           |                           |
| Klasa 4 (45 – 49)     | Anton Zapf            | Niemcy     | 76,5 m, 83,0 m   | 114,6 | Arne Jens Jorgensen    | Niemcy                 | 73,0 m, 82,5 m         | 111,4                  | Tom Sandvik               | Norwegia                  | 75,5 m, 74,0 m            | 104,1                     |
| Klasa 2 (35 – 39)     | Bruno Reuteler        | Szwajcaria | 107,0 m, 107,5 m | 214,9 | Marko Gohlke           | Niemcy                 | 103,5 m, 103,0 m       | 214,4                  | Alexander Diess           | Austria                   | 96,5 m, 97,0 m            | 182,4                     |
| Klasa 1 (30 – 34)     | Marco Steinauer       | Szwajcaria | 111,0 m, 110,0 m | 242,3 | Gido Windisch          | Niemcy                 | 104,0 m, 101,5 m       | 207,9                  | Erich Herrmann            | Szwajcaria                | 97,5 m, 93,5 m            | 183,3                     |
| Klasa 0 (20 – 29)     | Andy Hartmann         | Szwajcaria | 102,5 m, 106,0 m | 223,8 | Fabian Gerber          | Szwajcaria             | 93,5 m, 96,0 m         | 184,1                  | Tobias Gantenbein         | Szwajcaria                | 90,5 m, 97,0 m            | 177,0                     |

## Statystyka
| Miejsce | Kraj            | Złoto | Srebro | Brąz | Razem |
| ------- | --------------- | ----- | ------ | ---- | ----- |
| 1.      | Niemcy          | 6     | 10     | 5    | 21    |
| 2.      | Norwegia        | 6     | 3      | 4    | 13    |
| 3.      | Szwajcaria      | 5     | 4      | 3    | 12    |
| 4.      | Austria         | 5     | 1      | 2    | 8     |
| 5.      | Wielka Brytania | 0     | 1      | 1    | 1     |
| 6.      | Francja         | 0     | 0      | 1    | 1     |
| 6.      | Rosja           | 0     | 0      | 1    | 1     |